# Piotr Grudziński

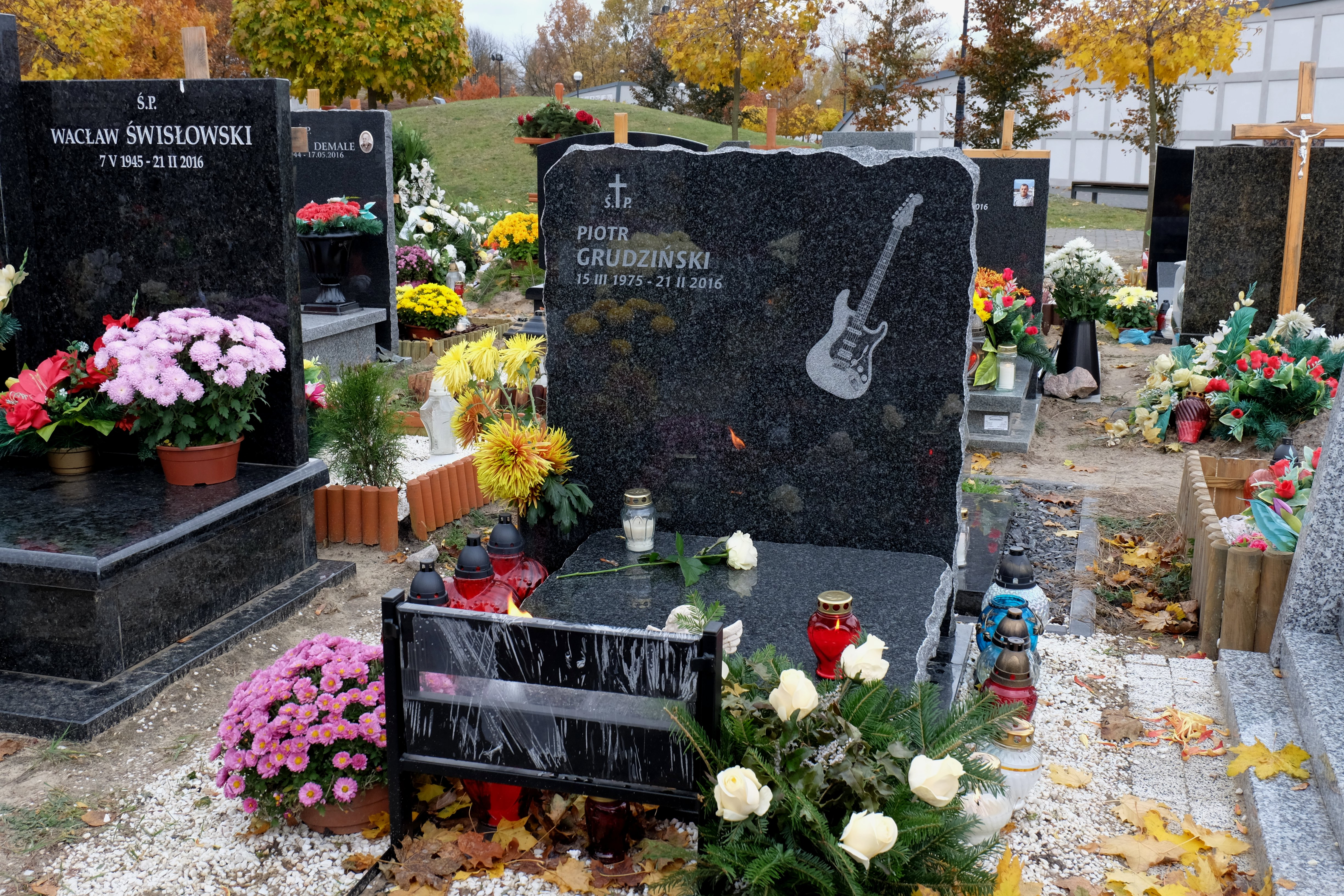
Grób Piotra Grudzińskiego na cmentarzu komunalnym Północnym w Warszawie

Piotr Grudziński (ur. 15 marca 1975 w Warszawie, zm. 21 lutego 2016 tamże) – polski muzyk, kompozytor i instrumentalista. Znany jest przede wszystkim z wieloletnich występów w zespole Riverside, którego był członkiem od 2001 roku. Wraz z formacją nagrał m.in. sześć albumów studyjnych: Out of Myself (2003), Second Life Syndrome (2005), Rapid Eye Movement (2007), Anno Domini High Definition (2009), Shrine of New Generation Slaves (2013) oraz Love, Fear and the Time Machine (2015). W latach poprzednich występował w grupach Groan i Unnamed.
Syn Stanisława i Elżbiety.

## Instrumentarium
Grudziński grał na gitarze marki Mayones model Setius PRO i Regius Gothic. Muzyk stosował przetworniki polskiej firmy Merlin, model Eclipse. Grudziński ponadto używał następującego instrumentarium: Ibanez Jem 777 BK, Ibanez RG-470, Mesa Boogie Stereo Simul Class 2:Ninety, Marshall JMP 1-Preamp, Marshall 4x12 Cabinet 1960 AV, Mark L Midi Control System FC-25, Mark L Midi Loop & Switch LS-14, Mark L Duo Stereo Line Mixer, Mark L Power Station, ISP Decima Tor Pro Rack G, TC Electronic Stereo Reverb M 2000, Eventide Time Factor, Eventide Mod Factor, Eventide Pitch Factor, Mark L Jazz Drive, Mark L Vanilla Sky, Ibanez ts808 Mod by Mark L, MXR 10 band EQ, 2 x Ernie Ball Volume Pedal, Boss Tu-2 Tuner, Ernie Ball Tuner, Mogami Cables.

## Śmierć
Piotr Grudziński zmarł nagle 21 lutego 2016 nad ranem. Przyczyną śmierci było nagłe zatrzymanie krążenia. 29 lutego 2016 został pochowany na cmentarzu komunalnym Północnym w Warszawie.

## Dyskografia
- Unnamed – The Black Monk (1994, demo, Ceremony Records)
- Unnamed – A Beauty of Suffering a Poetry of Dreams (1997, demo, Ceremony Records)
- Groan – Promo Tape '98 (1998, wydanie własne, demo)
- Blindead – Live at Radio Gdańsk (2014, wydanie własne, gościnnie)[12]